# 保良局董玉娣中學

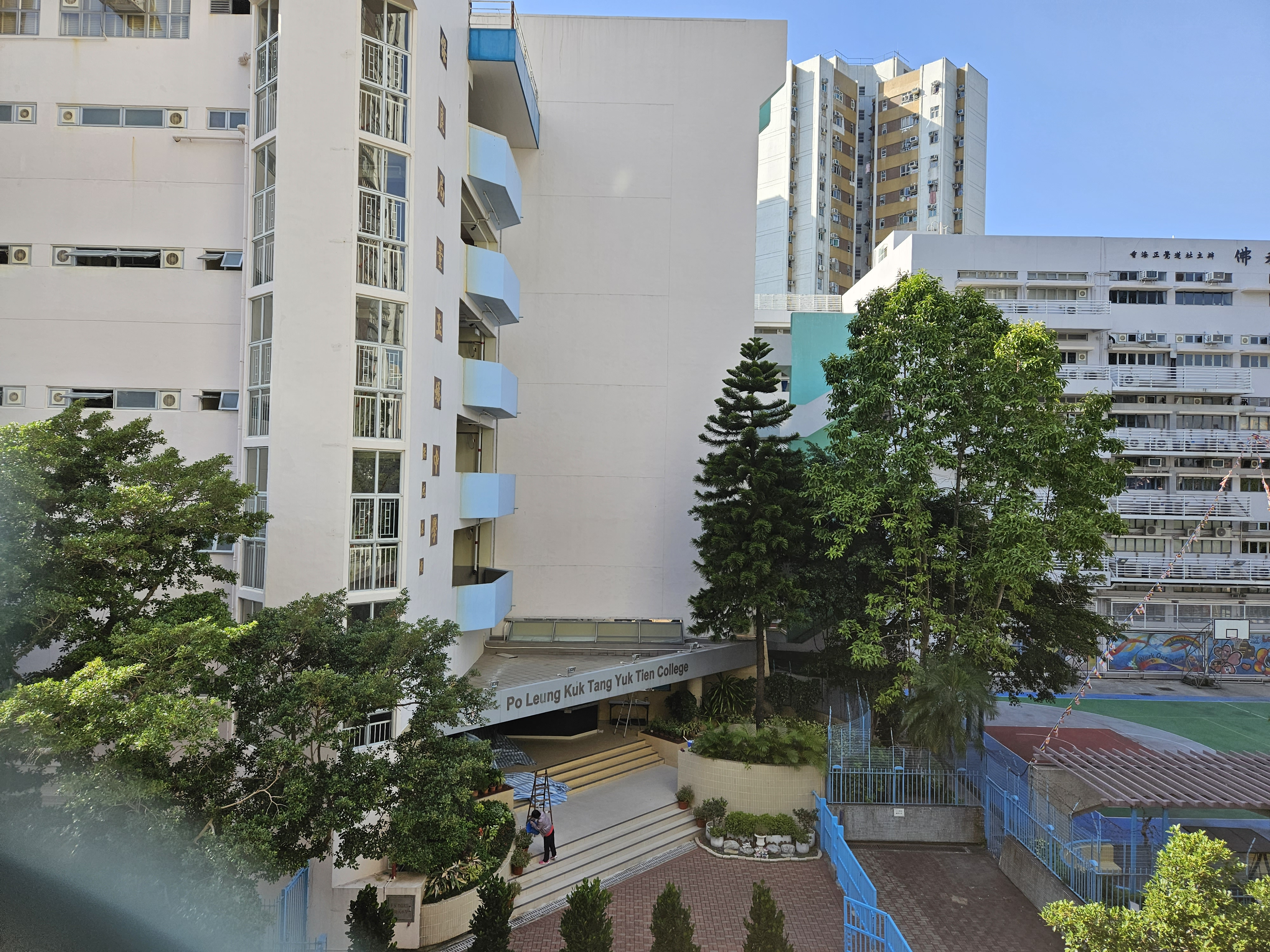
保良局董玉娣中學校舍入口

保良局董玉娣中學（英語：Po Leung Kuk Tang Yuk Tien College）是一所位於香港屯門湖景邨的知名資助男女英文中學，也是保良局轄下屬校之一。該校贊助人李景芬為寧波鄞县人，乃香港南貨商「三陽號」創辦人兼負責人李興貴（1900年–1985年12月1日）、董玉娣夫婦的長女。兩夫婦之遺囑指示長女需遺產利息捐獻給故鄉作辦學用途，餘額則於香港辦學。1986年，教育署批出屯門湖景邨一幅全連環型校舍地皮，一半分給香海正覺蓮社，另一半分給保良局，李景芬遂捐出135萬港元給保良局辦學，並取得命名權（以其亡母董玉娣命名），其後又注資28萬元作為添置設備及裝修費。學校於1987年9月1日正式開辦，由港督衛奕信夫人在1988年1月15日主持揭幕儀式。該校新翼——顏寶鈴大樓於2011年9月啟用，同年12月19日舉行開幕典禮。

## 著名校友
- 陳俊傑：凝動香港體育基金董事會執行成員
- 柳俊江：已故前無綫新聞專題主播兼記者
- 姚文龍：現任香港理工大學電腦科學系助理教授[3]。
- 譚俊傑：校友校董、大律師公會執委[4][5]
- 李德倫：眼科醫生[4]
- 李安琪：有線電視新聞記者[4]
- 鄭金鈴：賣Cap帽的女孩，著名YouTuber
- 葉碩麟：現任上市公司超凡網絡主席兼行政總裁
- 吳國麟：香港男藝人、ViuTV電視節目《衝三小》主持
- 王德源：前屯門區議員（良景）
- 趙爾納：2021年香港中學文憑考試超級狀元
- 盧裕敏：港青基信書院校長
- 盛勁為：現職機師及保險經紀，麥明詩的配偶
- 周國傑：香港男子少年排球代表隊主教練
- 張子君：傳媒工作者、前《商業電台》時事評論節目主持人、YouTube頻道「子君Channel」創辦人

## 公開考試佳績
在歷屆香港中學會考及香港中學文憑考試，保良局董玉娣中學是產生最多會考「10A狀元」及文憑試「7科5**狀元」（在甲類科目中至少3個選修科及4個核心科獲得5**成績）的學校之一。截至2024年，共有2位狀元，其中1位會考「10A狀元」及1位文憑試「7科5**狀元」，排名全港第23。

## 香港傑出學生
截至2023年（第38屆），在香港傑出學生選舉中曾出產2位香港傑出學生。

## 歷任校長
- 張灼祥（1987年至1989年）
- 陳紹鉅博士（1989年至1991年）
- 邱何藹瓊（1991年至1996年）
- 張家邦（1996年至2023年）
- 劉子聰（2023年至今）

## 重大事件

### 女生發表驚人言論
2008年5月12日四川大地震發生後，保良局董玉娣中學一女生於網誌發表驚人言論，指四川地震與她無關，並認為捐錢賑災無用，更指熊貓比人命更重要，該女生的言論惹來網民非議，董玉娣中學因其網上發表不負責任的言論予以處分。然而，該女生雖然口不擇言，但少不更事，實情有可原，有網友批評校方的處理方法並不合理，高登討論區更有會員發起「為董玉娣女生平反」的簽名運動。

### 賣帽少女
根據《明報》於2009年4月的報道，董玉娣中學女生鄭金鈴從電玩遊戲《瑪利奧》取得靈感，設計了一頂紅色CAP帽；之後鄭主動去信任天堂申請使用版權，又到香港知識產權署申請外觀設計專利。惟在未有收到任天堂回覆的情況下，委託工廠生產帽子再於旺角街頭擺賣。事件曝光後，鄭接受無綫電視、商業電台等不同媒體追訪，由此其「賣帽養家」特殊個人背景更廣為人知。也有網民關注鄭的設計有剽竊任天堂的設計之嫌；董玉娣中學老師則被指只著眼其「賣帽養家」。同年7月，鄭收到任天堂發出侵權通知，並要求她停止售賣帽子。

### 中七學生女廁偷拍
2010年9月17日，《蘋果日報》報道保良局董玉娣中學一名中七男生於2010年1月25日，尾隨一名女生入廁所，以手機偷拍她如廁，事敗棄手機逃走。惟女廁外閉路電視拍下犯案經過，被判感化一年，期間須接受心理輔導。

### 候選學生會內閣短片網上瘋傳
2017至2018年度學生會候選內閣「Pixel」學生會就以兩分半鐘的Rap短片強勢宣傳，並上載至Facebook專頁。
由於歌詞不但押韻順口，而畫面亦配合歌詞舖排，因此Facebook原片不足十天已獲得73.3萬觀看率，引來過3萬人讚好及過4千分享次數，官方的YouTube影片觀看人數亦過35萬人。更有網民大讚將中學生選舉宣傳推至最「高質」。

## 外部連結
- 保良局董玉娣中學網站（页面存档备份，存于）